# Улица Сечевых Стрельцов
У́лица Сечевых Стрельцов (укр. ву́лиця Січових Стрільців) — улица в Шевченковском районе города Киева, местности Кудрявец, Лукьяновка. Пролегает от Львовской площади до Лукьяновской площади.
К улице Сечевых Стрельцов примыкают улицы Обсерваторная, Кудрявская, Некрасовская, Гоголевская, Полтавская, Пимоненко, Тургеневская, Студенческая, Вячеслава Черновола, Николая Кравченко, Коперника, Глубочицкая, Дегтярёвская, Юрия Ильенко, Бехтеревский переулок, Вознесенский спуск, Кудрявский спуск и Глубочицкий проезд.

## История
Улица возникла несколько столетий тому назад как часть древней Житомирской дороги, со временем — Житомирской улицы. В 1869—1925 годах улица имела название Львовская, поскольку начиналась от Львовских ворот, которые были расположены на нынешней Львовской площади. В 1925—1929 годах носила имя советского политического деятеля Льва Троцкого (1879—1940). С 1929 года называлась в честь Артёма (Ф. А. Сергеева).
20 ноября 1997 года было проголосовано решение Киевсовета о переименовании улицы Артёма в улицу Сечевых Стрельцов, но соответствующий документ не был подписан Киевским городским головой (вопреки законодательству, его подписал обычный депутат Киевсовета Грабар), не был официально опубликован и таким образом не вступил в действие..
В сентябре 2015 года улица Артёма была официально переименована в улицу Сечевых Стрельцов — в честь добровольческого украинского военного формирования времен Первой мировой войны.

## Застройка
Улица Сечевых Стрельцов начала заселяться в середине XIX столетия. Активная застройка началась только в 90-х годах XIX столетия, конечная часть чётной стороны улицы ещё на границе XIX—XX столетий представляла собой большие хутора с невзрачными зданиями. Поэтому по расписанию улиц Киева часть Львовской улицы до современной Гоголевской улицы принадлежала к улицам 2-го разряда, окончание — к 3-му разряду. Преимущественное количество сооружений представляло собой двухэтажные кирпичные или смешанные дома; на отдельных участках возводились доходные здания и комплексы. В 1897 году по улице была проложена трамвайная линия. С 1914 года Львовская улица отнесена к 1-му разряду. С 1930-х годов велась застройка улицы многоэтажными жилыми сооружениями, преимущественная часть которых заняла место старых небольших домов.

### Памятники истории и архитектуры
- № 1/5 — Здание «Дом художника», известное также как «Здание семерых повешенных». Народное название возникло из-за семи скульптур, украшающих фасад здания. Их ошибочно называют музами, но на самом деле это символы искусствоведения, сценографии, скульптуры, архитектуры, живописи, графики и декоративно-прикладного искусства. Здание возведено в 1978 году по проекту архитектора В. А. Добровольского.
- № 10 — доходный дом, в котором проживали известные художники Волков и А. А. Осмёркин в 1890—1911 годы.
- № 12 — доходный дом 1911 года.
- № 13 — доходный дом начала XX столетия.
- № 14 — доходный дом, 1898—1899 годы.
- № 18 — доходный дом, в котором проживал в 1910-х годах известный учёный-химик С. Реформатский, располагалась женская гимназия Н. Конопацкой (1901—1902, 1904 годы).
- № 26 — здание жилое 1890 года.
- № 26-А — жилое «Здание коммунальщиков» 1935 года.
- № 27 — бывшая частная женская гимназия Жекулиной, 1912 год.
- № 31 — доходный дом 1903 года.
- № 33-А — жилое здание 1913 года.
- № 35 — доходный дом в 1913—1914 годы.
- № 40 — жилое здание, в котором в 1917—1942 годах проживал архитектор Н. Дамиловский.
- № 42 — доходный дом 1910 года.
- № 46 — особняк, возведённый в 1946 году для семьи погибшего генерала Н. Ф. Ватутина. Автор проекта — архитектор А. В. Добровольский. В данный момент офис международного фонда «Возрождение».
- № 47 — жилое здание начала XX века.
- № 48 — жилой дом в стиле конструктивизм, 1930-1933 годы. Памятник архитектуры и градостроительства местного значения (охранный № 545-Кв), архитектор С. Царёв.
- № 84 — доходный дом в 1899—1900 годах.
- № 93 — здание кинотеатра «Киевская Русь», открыто в 1982 году в честь 1500-летия Киева. На тот момент был самым крупным кинотеатром Украинской ССР и одним из наибольших в Европе.

### Другие дома
- «Квиты Украины» — модернистский дом по адресу Сечевых Стрельцов 49.

## Персоналии
В здании № 10 проживал П. И. Житецкий, учёный-филолог, член-корреспондент Петербургской Академии наук, преподаватель коллегии Павла Галагана и Владимирского кадетского корпуса. В его доме бывал Иван Франко. Позднее в этом здании проживал большевик И. Ф. Смирнов-Ласточкин. В здании № 33 жил художник В. Н. Пальмов, в № 40 — гражданский инженер Н. А. Дамиловский, в № 48 — народный артист УССР, певец-бас А. И. Кикоть.
Здание № 41 (не сохранилось) принадлежал врачу-окулисту В. К. Думитрашко, сыну поэта К. Д. Думитрашко. Здесь в 1911 году проживал украинский писатель И. С. Нечуй-Левицкий, позднее — архитектор-художник В. А. Фельдман.
В здании № 50 с 1926 года проживал писатель С. В. Васильченко, в № 53 — академик АН УССР, языковед М. Я. Калинович, академик АН УССР, химик А. К. Бабко, № 55 — писатель Галимджан Ибрагимов, № 87 — гидролог, академик АН УССР и ВАСХНИЛ Е. В. Оппоков.
В усадьбе между зданиями № 44—48 находилась Вознесенская церковь (не сохранилась), в которой в начале 20 века служил священник Павел Илларионович Старовойтенко.
В школе № 138 (дом № 27) во время Великой Отечественной войны располагался полевой госпиталь, в котором 15 апреля 1944 года умер генерал Н. Ф. Ватутин.

## Памятники и мемориальные доски
- № 23 — в честь работников фабрики «Октябрь», которые погибли в боях Великой Отечественной войны 1941—1945 годов. Открыта 8 мая 1965 года.
- № 24 — в честь штаба Киевского укреплённого района, который находился в этом здании с 8 августа по 19 сентября 1941 г. Открыт 8 августа 1967 года; гранит; архитектор Борисова.
- № 26 — Дзисю Георгию Васильевичу, государственному и общественному деятелю, заместителю главы Совета министров Украины, первому президенту Союза экономистов Украины, основателю штрихового кодирования на Украине. Бронзовая мемориальная доска открыта 26 июля 2004 г.
- № 40 — Кириченко Раисе Афанасьевне, народной артистке Украины.
- № 45-А — Горошку Владимиру Петровичу, организатору рыбного хозяйства на Украине. Барельеф из бронзы и гранита, открыт 16 марта 2010 года.
- № 86 — бюст полковнику П. Ф. Болбочану, открыт 4 октября 2020 г.[6]

Поблизости от здания № 37 в 2009 году открыта скульптура «Ожившая спичка», символизирующая экологические проблемы Киева — загазованность и недостаток зелёных зон. Автор и скульптор памятника — Владимир Белоконь.

## Важные учреждения
- Киевская Специализированная школа № 155 (дом № 5)
- Общеобразовательная школа № 138 (дом № 27)
- Вечерняя общеобразовательная школа № 1 (дом № 75)
- Академия педагогических наук Украины (дом № 52-А)
- Городской Дом ветеранов (дом № 55-В)
- Государственный департамент рыбного хозяйства Минагрополитики Украины (дом № 45-А)
- Кинотеатр «Киевская Русь» (дом № 93)
- Посольство Кыргызстана (дом № 51/50)
- Посольство Хорватии (дом № 51/50)
- Посольство Мальтийского ордена (дом № 51/50)
- Контрольно-ревизионное управление в городе Киеве (дом № 18)
- Национальный союз художников Украины (дом № 1/5)